# ISIN
ISIN (International Securities Identification Number) je mezinárodní identifikační číslo cenného papíru, které je přidělováno pro účely obchodování s ním. Jde o dvanáctimístný alfanumerický kód. První dva znaky tvoří kód státu, dalších devět znaků představuje číselný kód cenného papíru a poslední cifra je kontrolní číslice. ISIN přiděluje centrální depozitář cenných papírů.
Některé emise cenných papírů (jedná se většinou o podílové listy některých fondů) mají namísto ISIN přidělen SIN (Securities Identification Number), který je rovněž dvanáctimístný, avšak první dva znaky nevyjadřují stát, nýbrž jsou rovněž číselné (77). SIN přiděluje centrální depozitář cenných papírů jím evidovaným emisím cenných papírů, jimž není přidělen ISIN. Některé české akcie dokonce nemají ani CZ, ani 77, ale CS.